# Ульяновский областной драматический театр
Ульяновский драматический театр имени И. А. Гончарова — государственный драматический театр Ульяновской области Российской Федерации.  Спасской улице, 12.

## История
В 1780 году в двухэтажном каменном особняке богатого симбирского помещика Николая Дурасова в Троицком (ныне Краснознаменном) переулке начинают с успехом идти представления его крепостной труппы.
В 1785 году Николай Алексеевич дарит помещение своего крепостного театра со сценой и декорациями губернскому дворянству. С этого момента начались регулярные постановки, в которых играли как крепостные актёры, так и «благородные лица». Этот год считается основанием театра.
В 1829—1833 годах в театре работали известный антрепренёр Соколов Пётр Алексеевич и его гражданская жена оперная певица (сопрано) Иванова Евдокия Алексеевна.

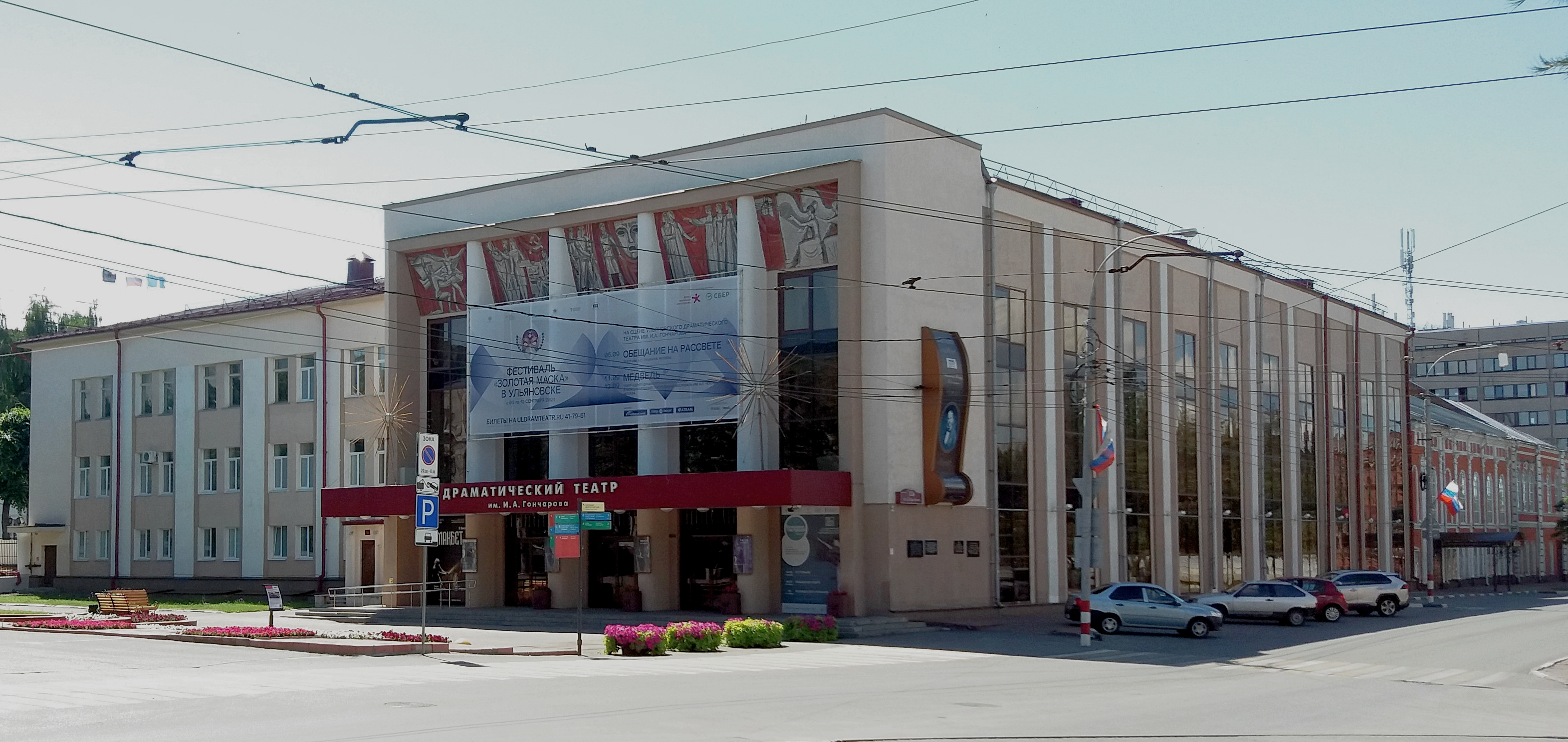
Ульяновский драмтеатр.

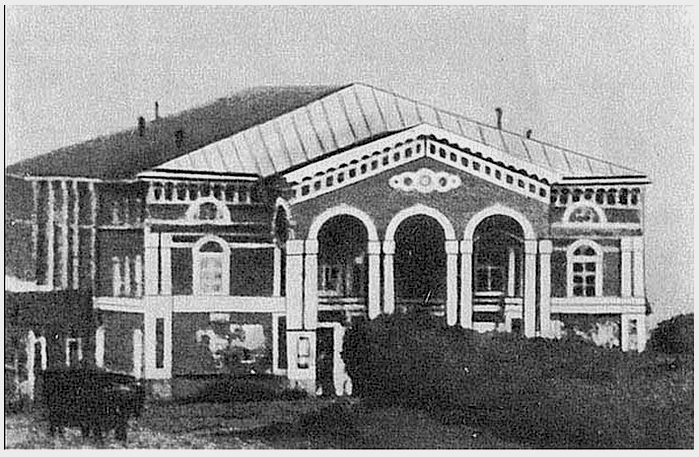
Старый деревянный театр (1846 — 1879), находившийся на ул. Б. Саратовская (фото 1860-х гг.).

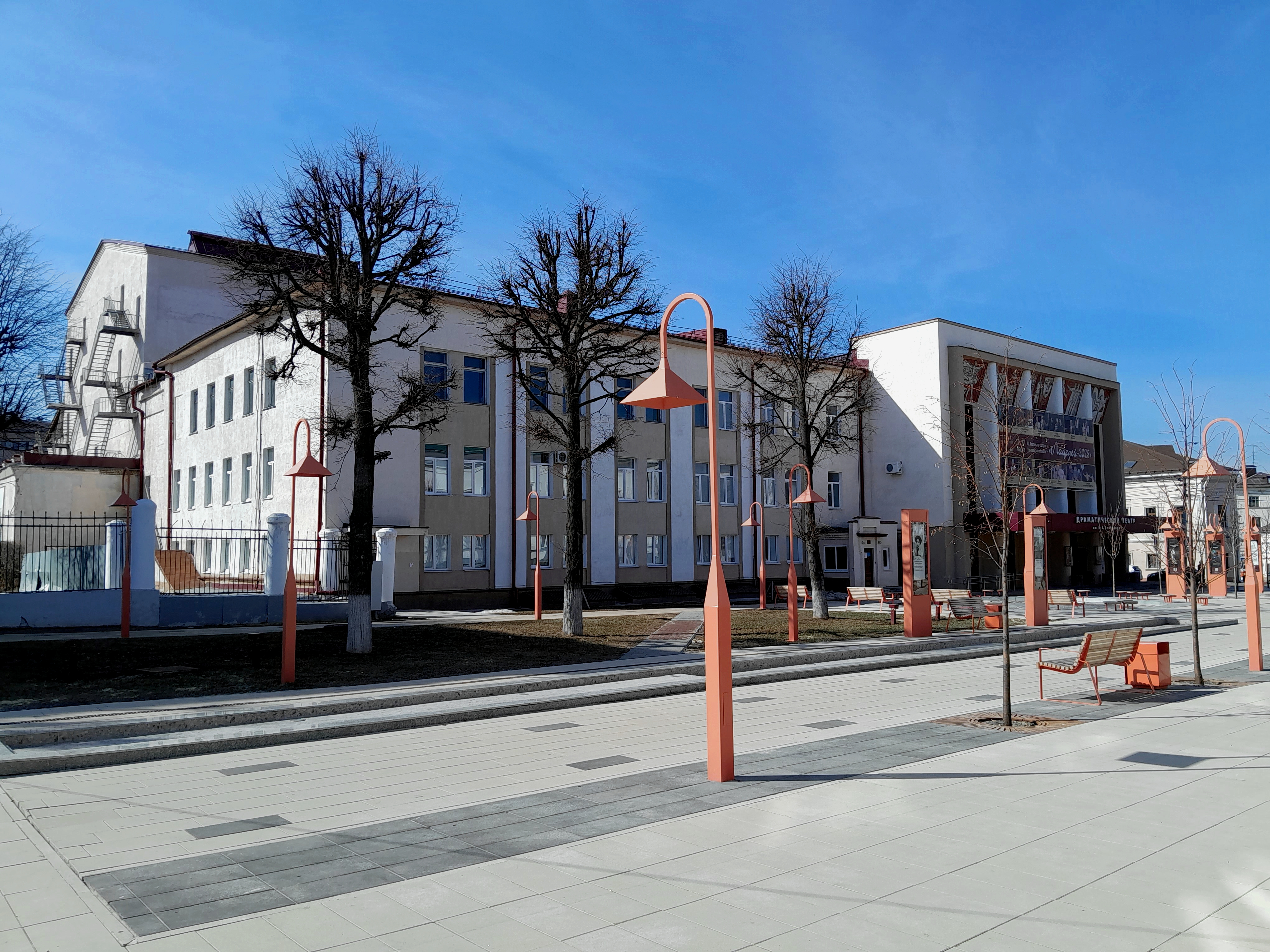
Ульяновский драмтеатр (2025).

В 1846 году на средства губернского предводителя полковника Михаила Наумова и мещанина-кондитера Александра Слепнева, был сооружён новый двухэтажный деревянный театр. Театр был построен на Большой Саратовской улице (ныне — Гончарова).

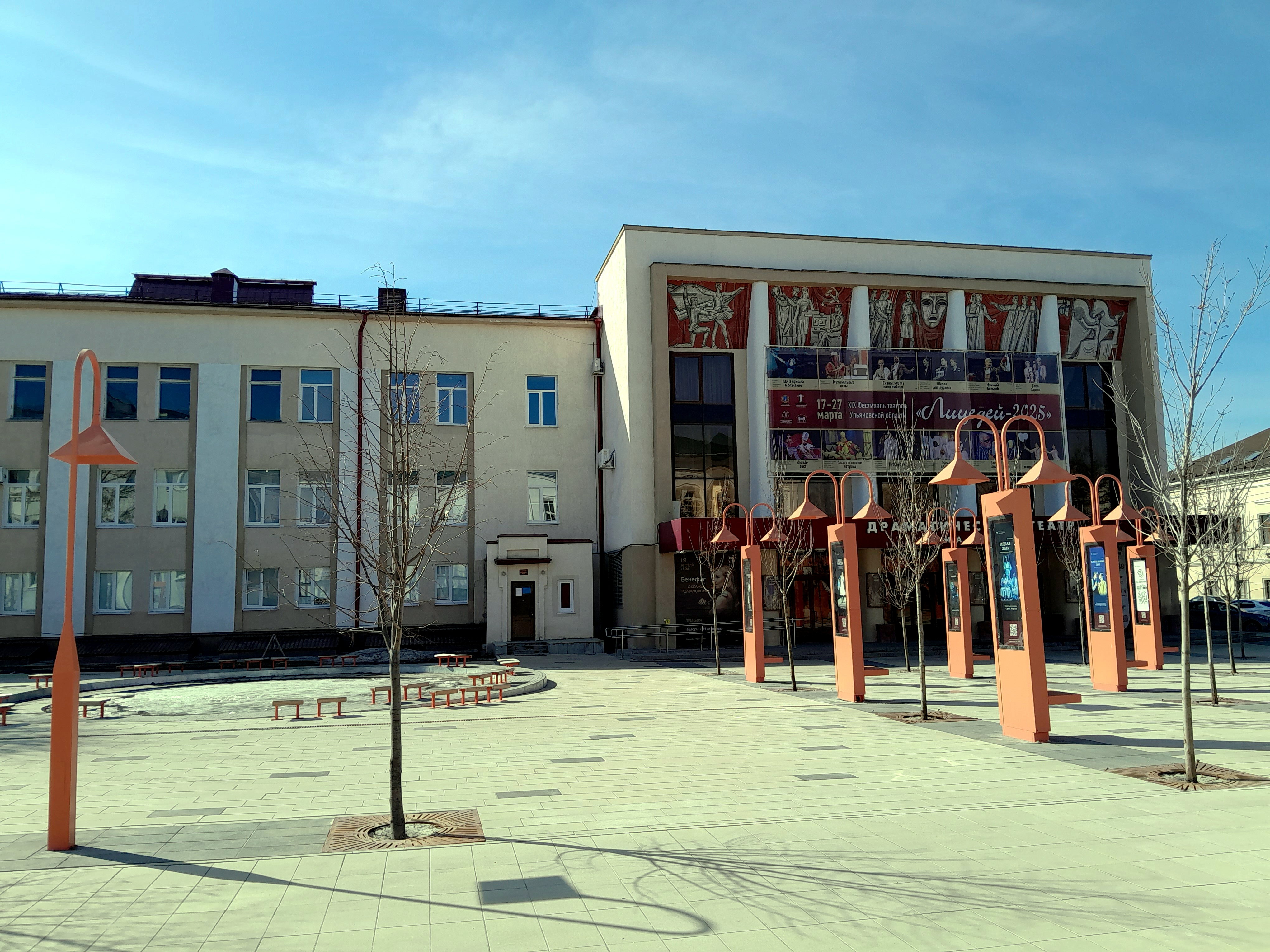
Ульяновский драмтеатр (2025).

23 ноября 1879 года отставной гвардии штабс-капитан и энтузиаст театра Митрофан Фёдорович  Прянишников, по проекту архитектора Алексея Ивановича Вологина, построил новое двухэтажное каменное здание симбирской драмы на том месте, где оно стоит и по сей день.
В дореволюционные годы Симбирский театр располагал одной из сильнейших театральных трупп провинциальной России. На его подмостках выступали такие выдающиеся деятели русской сцены, как К. Ф. Берг, В. И. Живокини, М. Савин, П. А. Стрепетова, М. И. Писарев, Б. И. Пясецкий (1910—1916),  В. Н. Андреев-Бурлак, М. М. Тарханов. Здесь начинали работать: артист Н. А. Извольский (Ливанов), антрепренёр А. А. Рассказов, режиссёр А. Я. Таиров и драматург В. Н. Билль-Белоцерковский, в основу пьесы «Шторм» которого были положены исторические события Симбирска 1920-х годов. Здесь играл небольшие роли будущий русский актёр и кинорежиссёр эпохи немого кино Пётр Чардынин. На Ульяновской сцене выступала Герой Труда (1926), актриса Охотина Александра Ивановна. До 1929 года в театре аккомпанировал приезжавшим на гастроли певцам российский пианист, композитор Рязанов Александр Всеволодович.
23 апреля 1911 года театр полностью сгорел. Происшествие расследовала специальная комиссия, в которую вошли: старший фабричный инспектор И. К. Благовещенский, инженеры Ф. О. Ливчак, Ф. Е. Вольсов и Г. К. Шаттэ. Дирекция театра оперативно занялась восстановлением и переустройством здания. Его сделали более удобным для небогатых зрителей и самих актёров, у которых раньше не имелось гримёрных. 5 октября 1911 года театр открылся вновь.
С 15 февраля 1920 года, по постановлению губернской коллегии отдела народного образования, Симбирский городской театр преобразовывался в «Большой рабоче-крестьянский театр».
В 1926 году Горсовет Ульяновска производит первый капитальный ремонт здания.
Летом 1935 года при поддержке Наркомпросса СССР в Ульяновске создан Государственный драматический театр с первой постоянной труппой. А её художественным руководителем и главным режиссёром становится Александр Верховский. На сезон на роль Кручининой в спектакль «Без вины виноватые» Островского приглашена выдающаяся актриса Малого театра Елена Гоголева.
В 1941—1942 годах в эвакуации в Ульяновске жил и работал художник Лентулов Аристарх Васильевич, который оформил спектакль «Со всяким может случиться» Б. Ромашова.
В 1943 году, связи с образованием Ульяновской области, драмтеатр, который до этого был городским, получил статус областного.
В 1940-х годах в театре устраивались концерты юных участников художественной самодеятельности, на которых выступала юная певица с уникальным голосом Голодяевская Ирма Михайловна.
С 1960 по 1967 годы прошла самая длительная в истории театра реконструкция. Семь лет ульяновские актёры играли спектакли в Ульяновском театре кукол и в филармонии на бульваре Новый Венец. С тех пор ульяновский драматический реконструировали ещё трижды — в 1970, 1980 и 2007 годах.
В 1965 году Ульяновский театр молодым драматургом Эдвардом Радзинским становится его пьеса «104 страницы про любовь» с Кларой Шадько в главной роли.
В 1967 году новым главным режиссёром театра назначена Вера Ефремова. С её именем связывают расцвет ульяновского драматического. Она приглашает главным художником Анатолия Клименко. При ней на ульяновской сцене работают замечательные артисты: Александр Чуйков, Юрий Заборовский, Клара Шадько, Алексей Дуров, Кларисса Киреева. В труппу вливается талантливая молодежь, со временем выросшая в настоящих мастеров сцены: Михаил Янко, Константин Юченков, Зоя Самсонова, Борис Александров и другие. Ульяновская публика не пропускает ни одной ефремовской премьеры, будь то «Маскарад» Лермонтова или «Бешеные деньги» Островского, «Поднятая целина» Шолохова или «Ульяновы» Осипова, «Униженные и оскорбленные» Достоевского или «Долги наши» Володарского.
В 1969 году на сцене театра была поставлена пьеса «Кактус» местного филолога Хмарского Ивана Дмитриевича .
В 1970 году в спектаклях «Семья Журбиных» участвовал актёр Ленинградского драматического театра имени Пушкина, народный артист СССР, лауреат Государственной премии Василий Меркурьев
С 1971 по 1972 год — заведующим литературной частью театра работал русский советский писатель, прозаик, публицист и поэт, член Союза писателей СССР (с 1977 года) Мельников, Евгений Зиновьевич.
В 1975 году главным режиссёром театра становится Александр Михайлов при котором на ульяновской сцене зажигаются звезды Валерия Шеймана и Валентины Савостьяновой, Игоря и Татьяны Ливановых.
В 1976 году новый главный режиссёр Юрий Галин приводит в театр талантливую молодежь: Сергей Кондратенко и Ирина Янко, Михаил Петров и Фарида Каримова, Андрей и Алла Троицкие, Алла Бабичева, Александр Никулин.

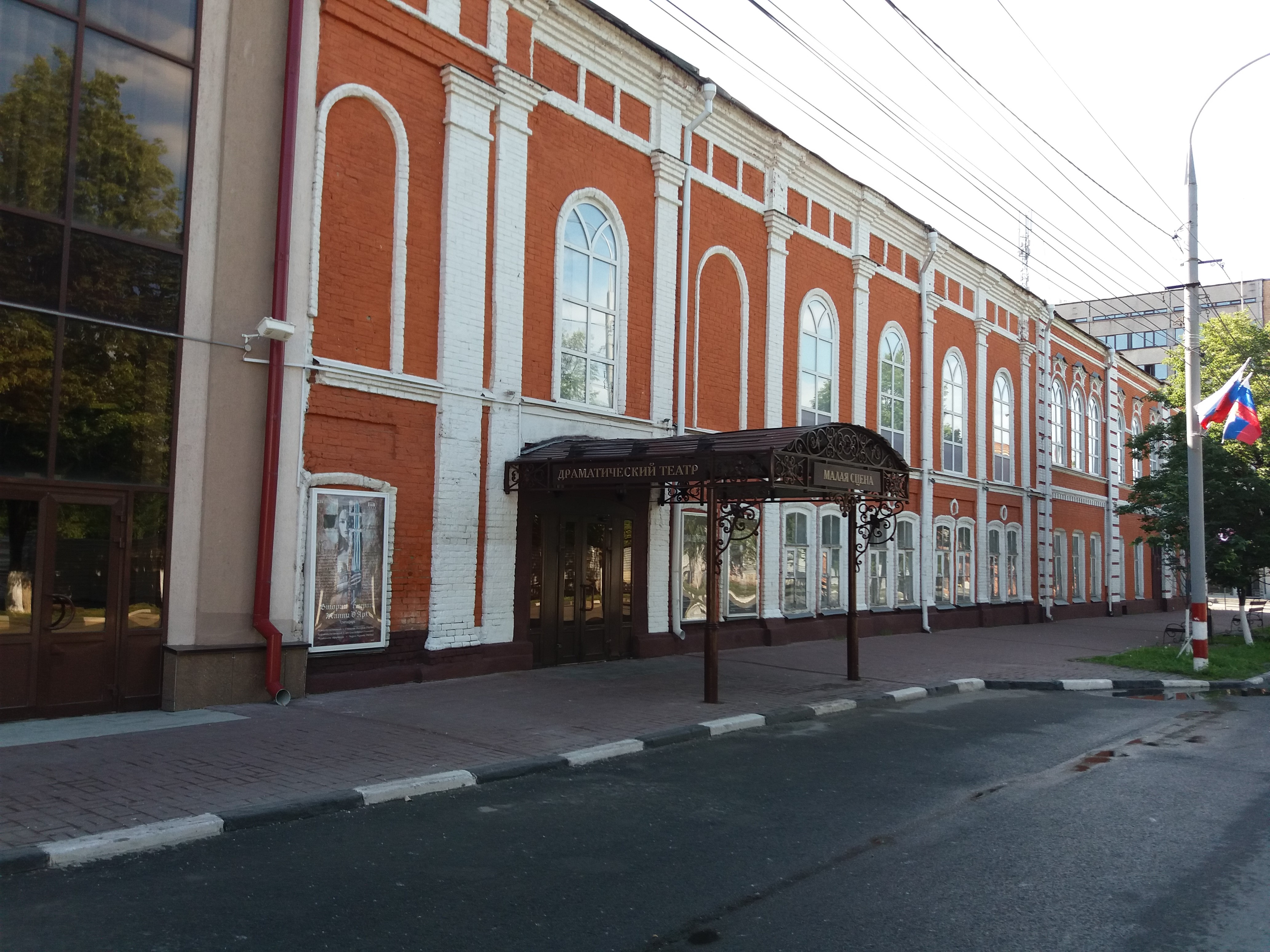
Ульяновский драмтеатр — малая сцена.

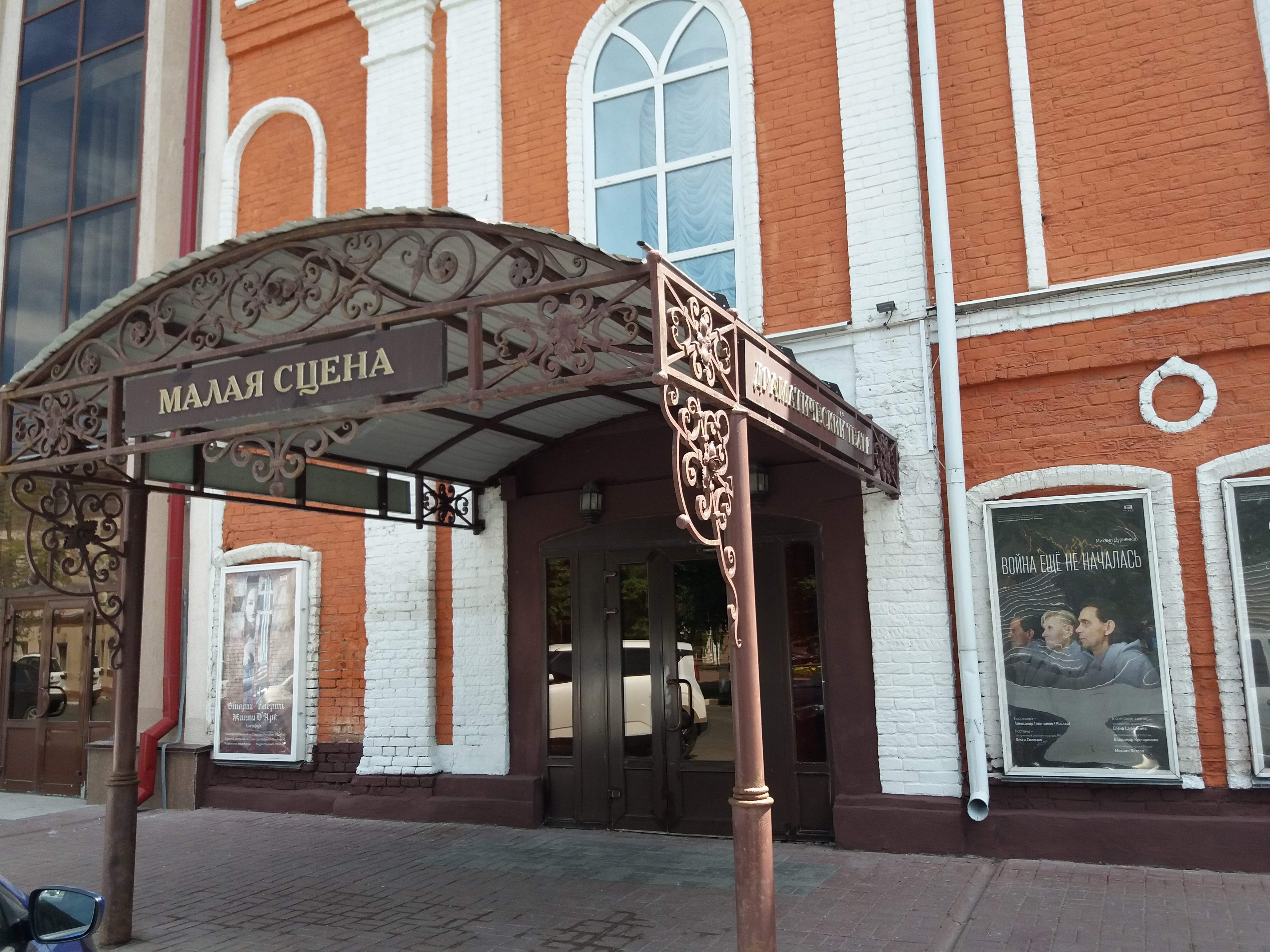
Ульяновский драмтеатр — вход на малую сцену.

В 1980 году открывается Малая сцена театра — место смелых театральных экспериментов.
12 октября 1981 года в Доме культуры райцентра Тереньга был открыт филиал театра.
В 1982—1986 годах главными режиссёрами театра работают Олег Зарянкин, Александр Попов и Владимир Голуб.
С 1987 по 2010 год художественный руководитель театра — Юрий Копылов (Народный артист России с 1998 года).
Новый художественный руководитель ставит пьесу Шекспира «Ричард II», художественное оформление которой создал художник-постановщик Станислав Шавловский. Эту постановку по достоинству оценивают в Москве. На главную роль Копылов приглашает актёра Владимира Кустарникова. А режиссёр Вадим Климовский в содружестве с известным мастером сценического движения Андреем Дрозниным создают неповторимое действо «Игры с привидением» по пьесе культового польского драматурга Славомира Мрожека.
В 1993 году директором областного драматического театра назначили Геннадия Фёдоровича Саурова.
В 2002 году в Кремле президент РФ Владимир Путин вручает Государственную премию России (за спектакли «Обрыв» Гончарова, «Генрих IV» Пиранделло, «Лев зимой» Голдмена) мастерам ульяновской сцены Юрию Копылову, Борису Александрову, Валерию Шейману, Кларе Шадько и художнику Станиславу Шавловскому.
В 2003 году в театре создан Попечительский совет. Коллектив театра участвует в театральных фестивалях в Европе (Закопане, Краков и Торунь — Польша) и в России (Москва, Белгород, Оренбург, Вологда, Самара, Магнитогорск, Тольятти, Калуга, Санкт-Петербург, Ярославль, Тамбов, Тверь).
В 2007 году театру присвоено имя Ивана Александровича Гончарова. При поддержки регионального Правительства прошла реконструкция зрительского зала и фойе театра. Новый театральный сезон открыл I международный фестиваль «Герои Гончарова на современной сцене».
В 2009 году театр удостоен Премии Правительства РФ имени Фёдора Волкова «За вклад в развитие театрального искусства Российской Федерации».
В 2007 году директором театра стала заслуженный работник культуры России Наталья Александровна Никонорова. Художественный руководитель театра — выпускник Санкт-Петербургской государственной академии театрального искусства Сергей Анатольевич Морозов, прежде работавший главным режиссёром в Костромском драматическом театре им. А. Н. Островского и Новгородском академическом театре драмы им. Ф. М. Достоевского. Спектакли ульяновцев украшают работы таких выдающихся мастеров сцены, как народная артистка РСФСР, лауреат Государственной премии России, обладатель Национальной театральной премии «Золотая маска» Клара Шадько, народная артистка России Зоя Самсонова, народный артист России Алексей Дуров, заслуженные артисты РФ Владимир Кустарников, Михаил Петров, Евгений Редюк и Ирина Янко.
Среди знаковых проектов театра последнего времени — ежегодный Фестиваль театров Ульяновской области «Лицедей», Международный фестиваль «Герои Гончарова на современной сцене» и совсем новый фестиваль (с 2013) — Международный театральный фестиваль «История государства Российского. Отечество и судьбы», посвященный Н. М. Карамзину.
В 2011 году прошла реконструкция площади перед зданием Ульяновского драматического театра.
12 мая 2015 г. в Тамбове спектакль «Коварство и любовь» открыл конкурсную программу IX Межрегионального театрального фестиваля имени Н. Х. Рыбакова (в роли Президента фон Вальтера — Сергей Кондратенко).
4 апреля 2022 года театр на своём фасаде повесил баннер с буквой Z, в поддержку войны с Украиной.
В 2024 году Театральную площадь вновь реконструировали.

## Текущий репертуар
- «Коварство и любовь» Ф. Шиллер (реж. С. Морозов)
- «Двенадцатая ночь» У. Шекспир (реж. Ю. Копылов)
- «Скупой» Ж.-Б. Мольер (реж. А. Кац)
- «Горе от ума» А. Грибоедов (реж. А. Кац)
- «Правда — хорошо, а счастье — лучше» А. Островский (реж. А. Кац
- «Бедная Лиза» Н. Карамзин (реж. С. Морозов)
- «Таланты и поклонники» А. Островский (реж. А. Морозов)

## Персоналии театра
См. статью: Персоналии Ульяновского областного драматического театра
- Радина Лия Ефимовна
- Устюжанинов Анатолий Иванович
- Юченков Глеб Иванович
- Копылов Юрий Семёнович
- Александров Борис Владимирович
- Шейман Валерий Сергеевич
- Шавловский Станислав Семёнович
- Кустарников Владимир Петрович
- Юрасова Ольга Борисовна[27]
- Белоусов Михаил Михайлович
- Андрианова Ирина Васильевна
- Ливанова Татьяна Андреевна
- Ливанов Игорь Евгеньевич
- Провоторов Николай Сергеевич (1943—1950)[28]
- Полторак Виктория Николаевна
- Самарин-Эльский Иосиф Константинович — советский актёр театра, в начале XX века работал в Симбирском театре[29].
- Сошинская Лариса Гавриловна
- Стриженов Глеб Александрович
- Таза Александр Николаевич
- Глинка Яков Васильевич, с 1938 до 1950 года — художник театра[30].
- Молчанов Павел Степанович (1941—1943)[12]

## Галерея

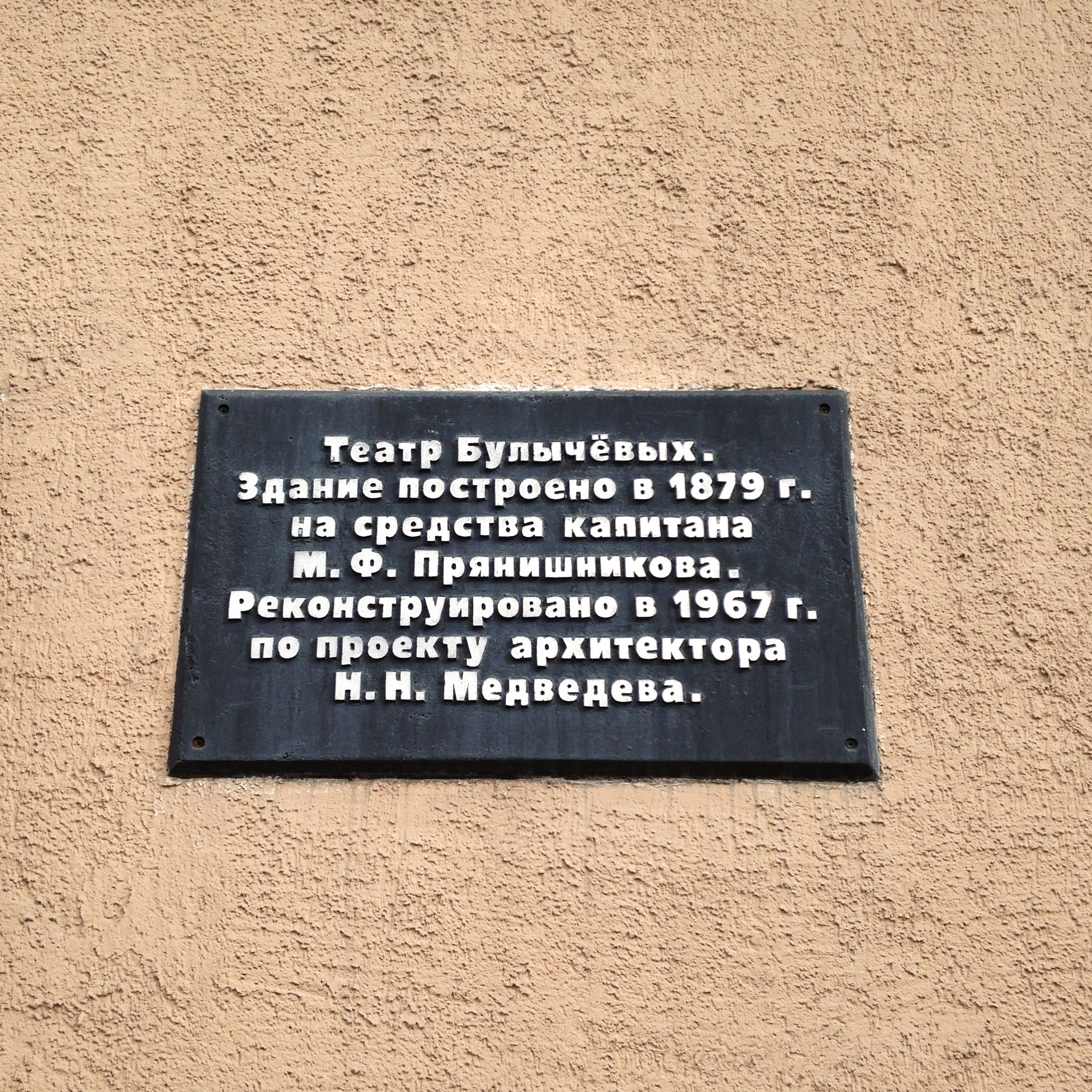
Мемориальная табличка на здании театра.
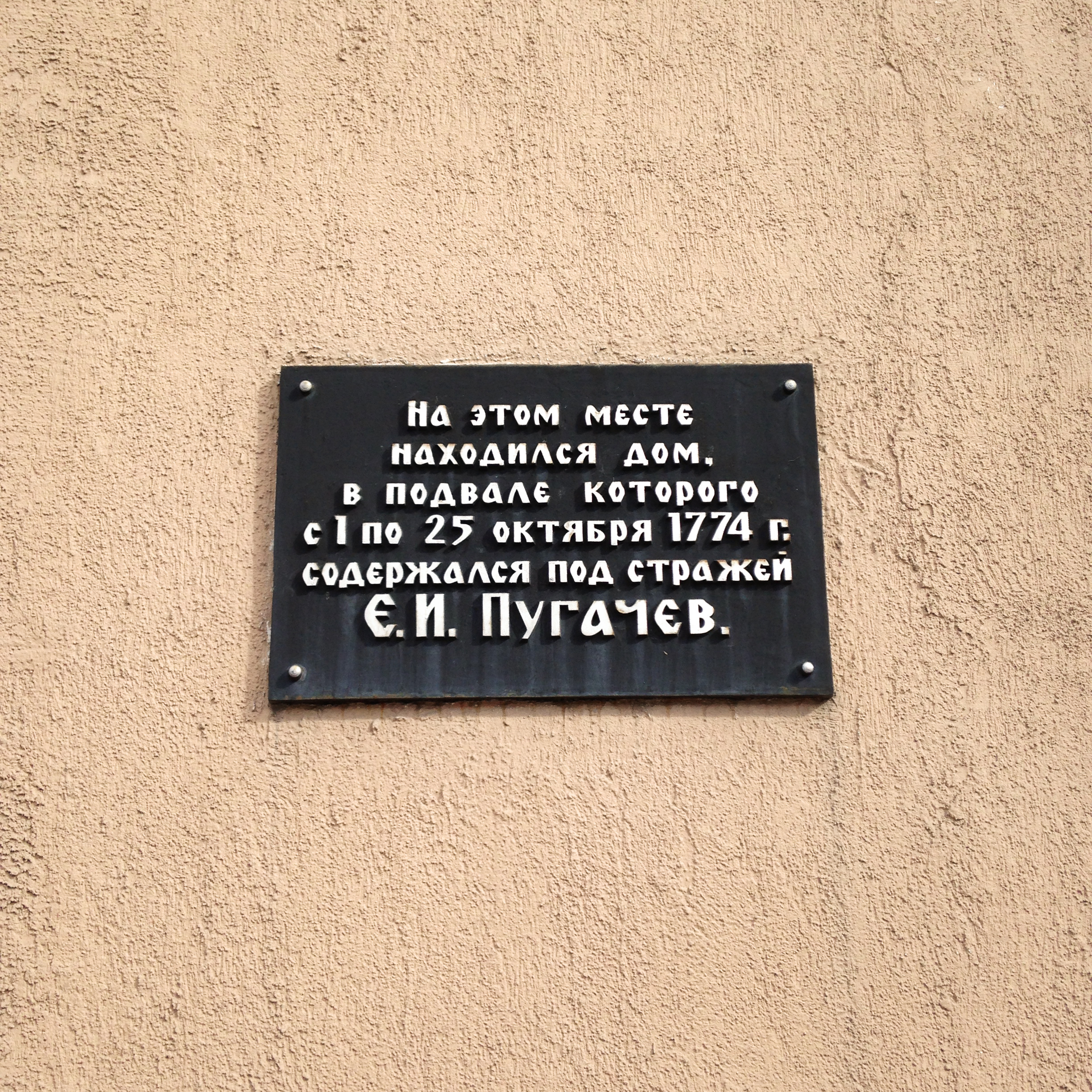
Мемориальная табличка на здании театра.
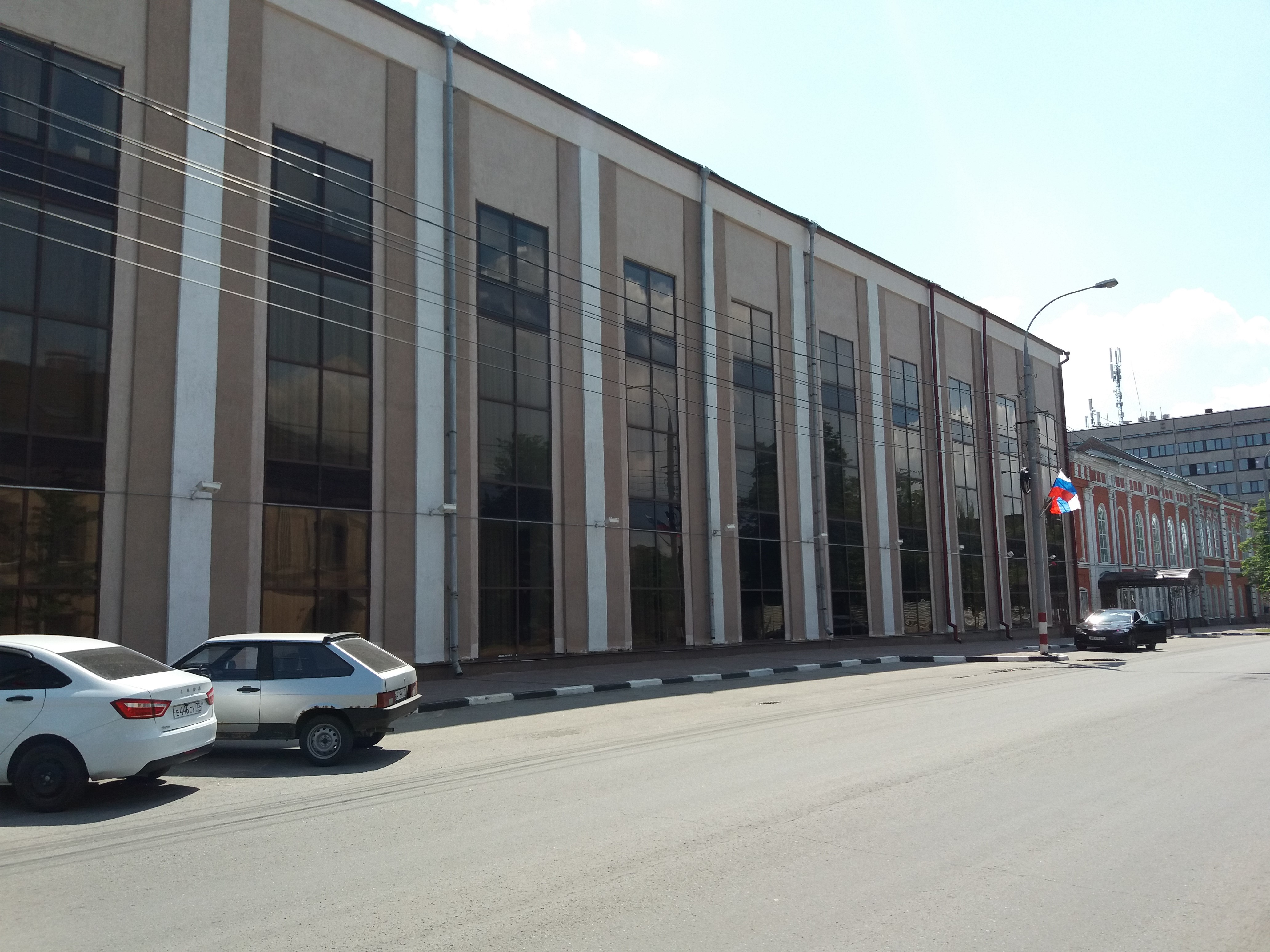
Ульяновский драмтеатр (малая сцена).
Ульяновский драмтеатр.
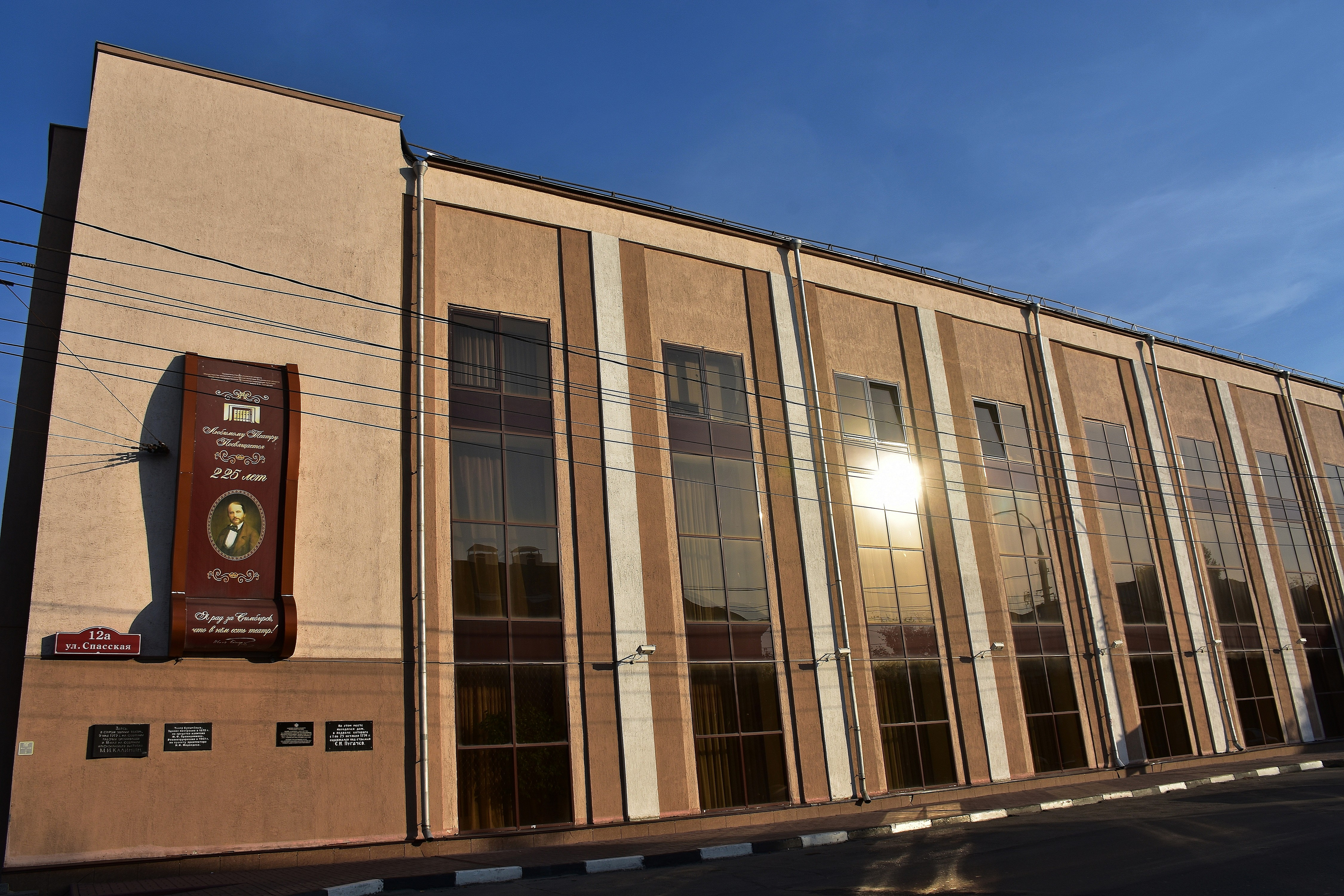
Ульяновский драмтеатр со стороны Спасской улицы.
Ульяновский драмтеатр (фасад).
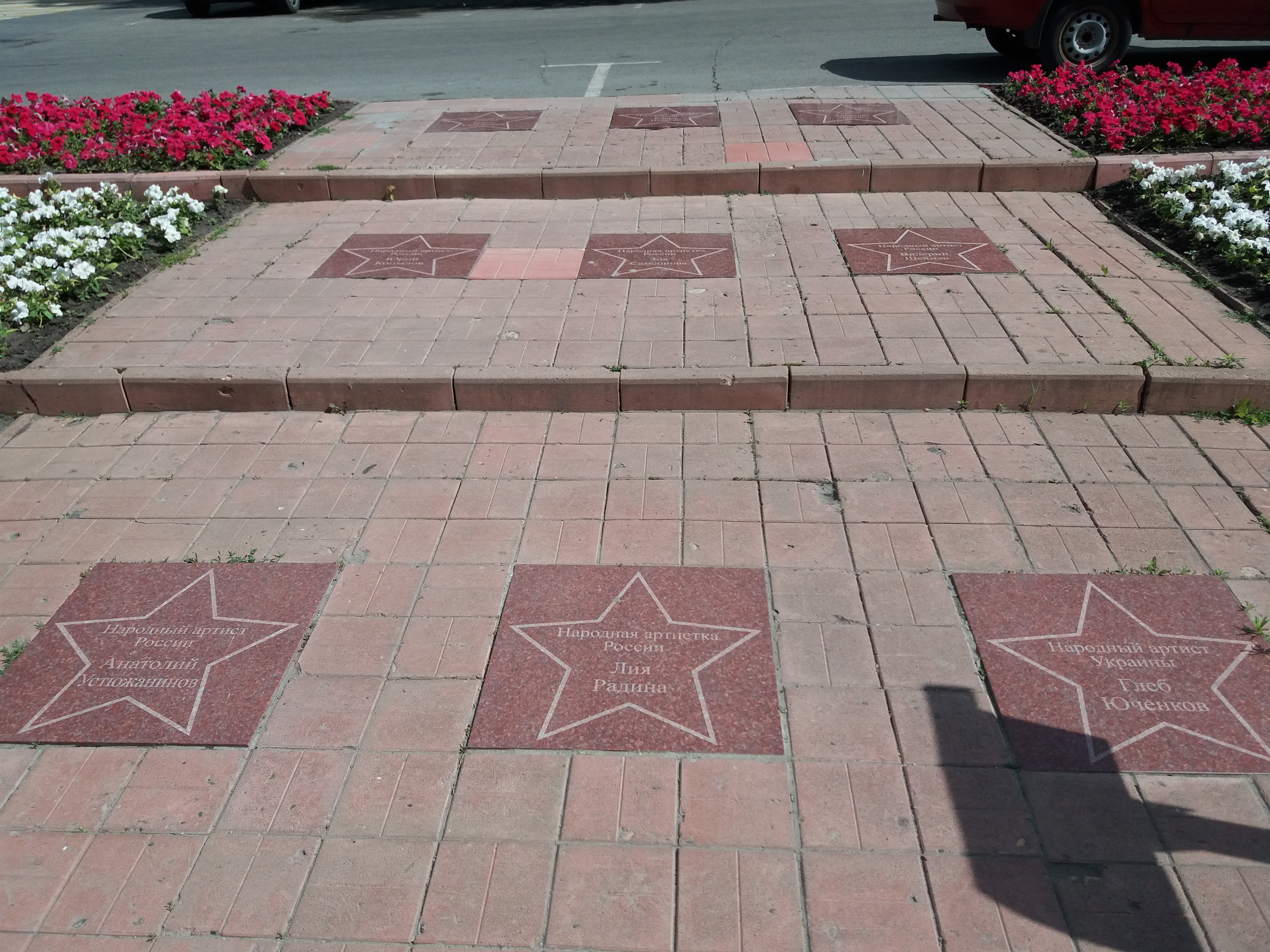
Аллея Славы драмтеатра.
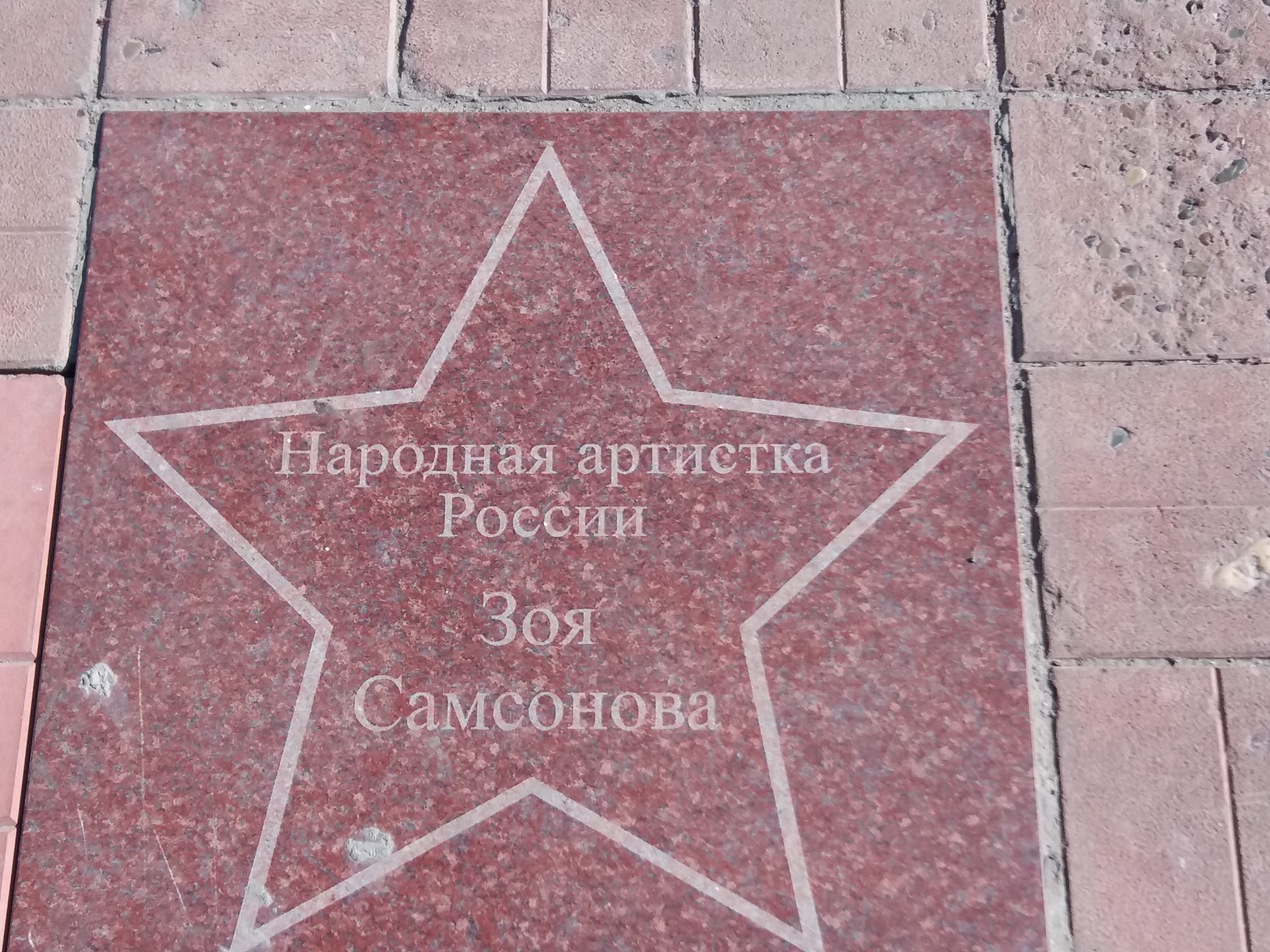
"Звезда - Зоя Самсонова" на аллеи Славы.
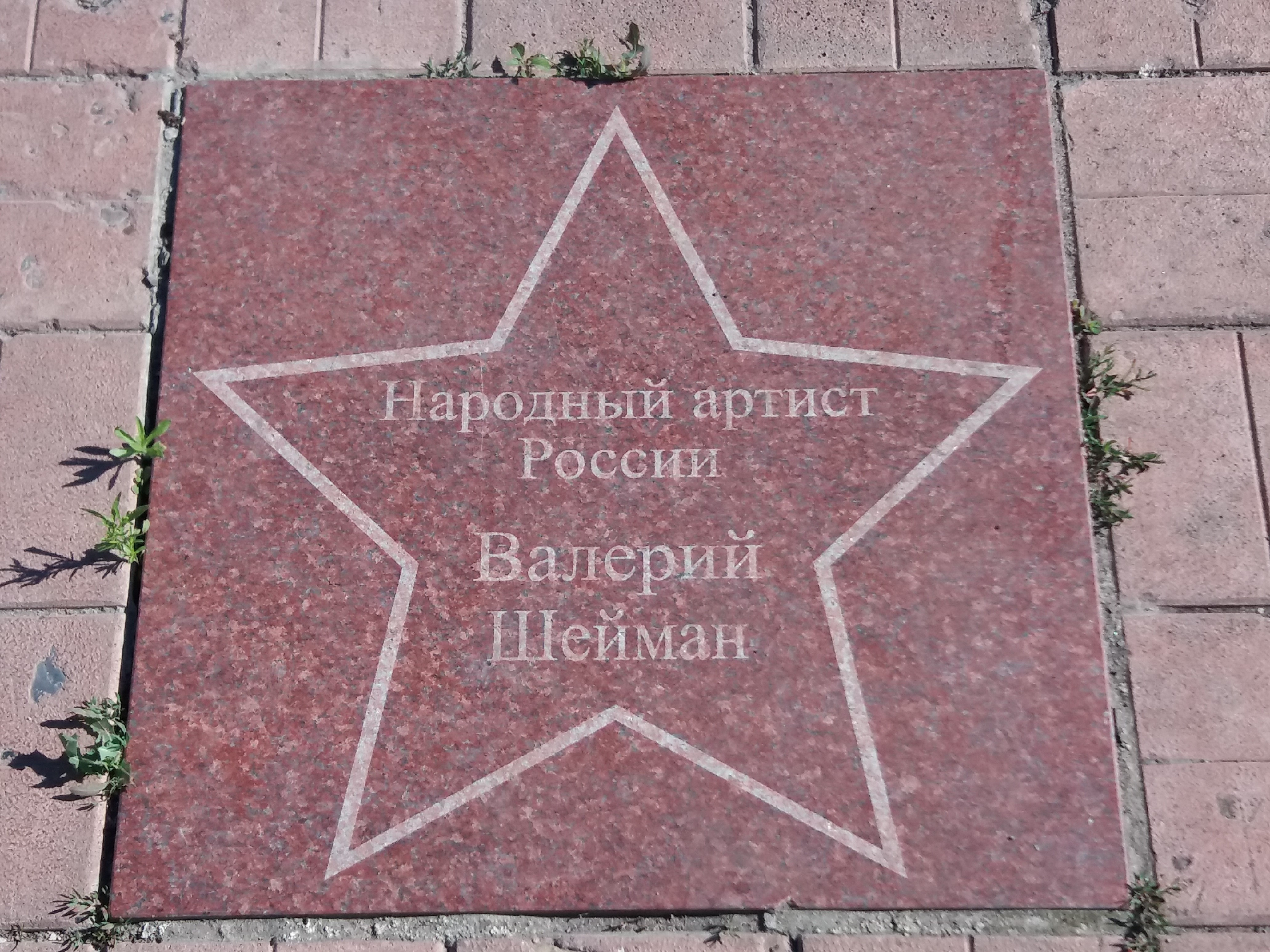
"Звезда - Валерий Шейман" на аллеи Славы.
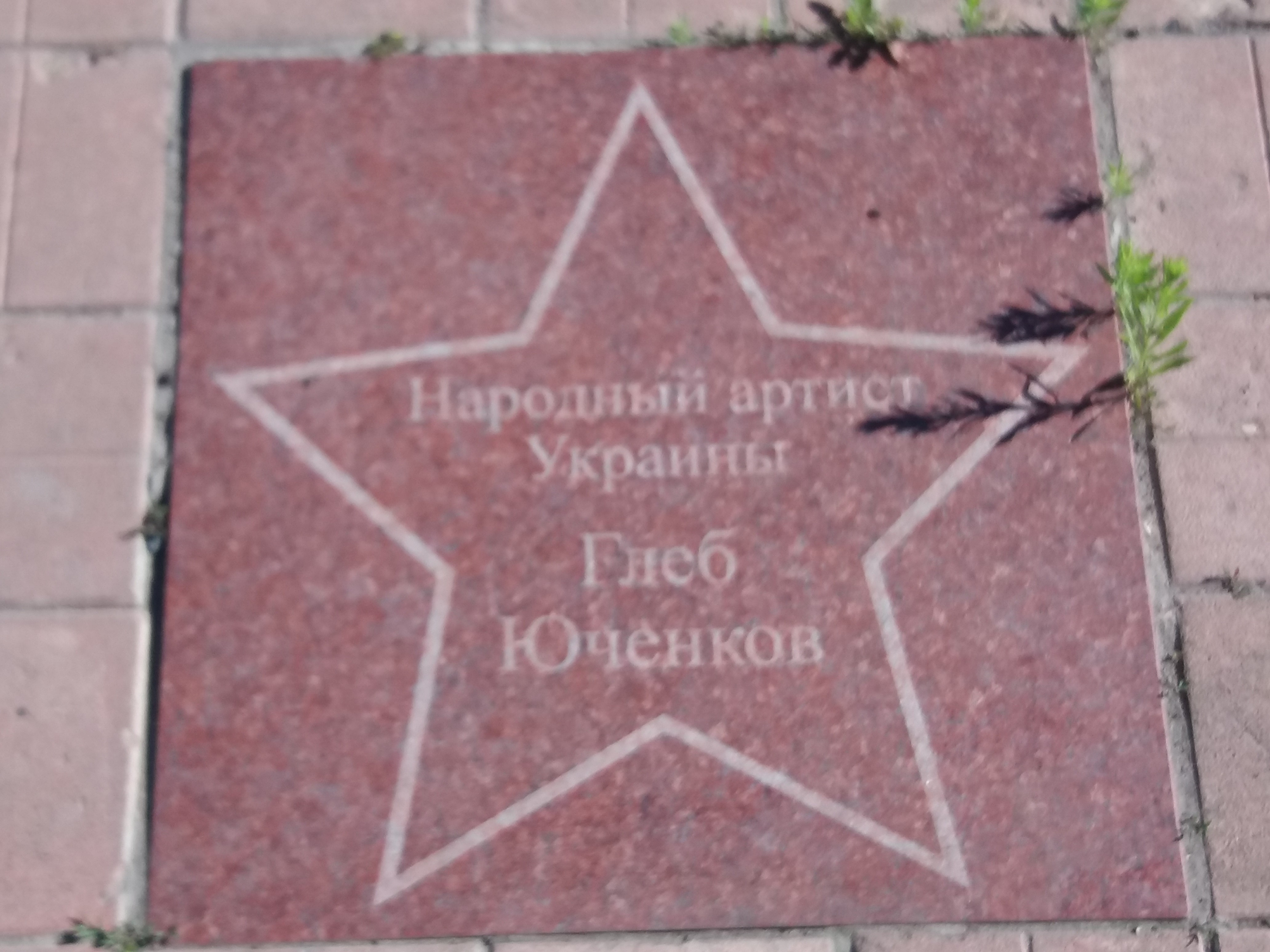
"Звезда - Глеб Юченков" на аллеи Славы.
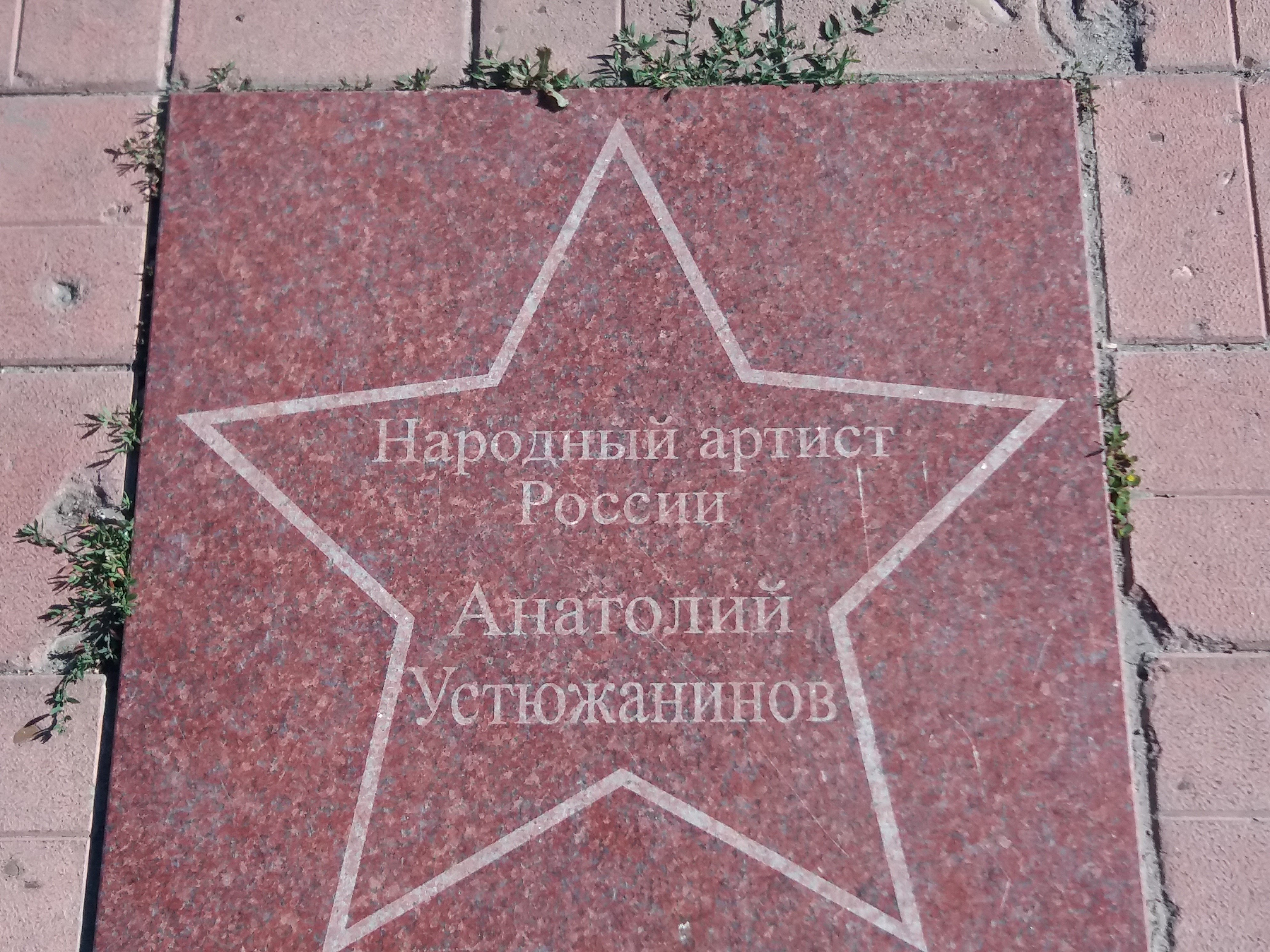
"Звезда - Анатолий Устюжанинов" на аллеи Славы.
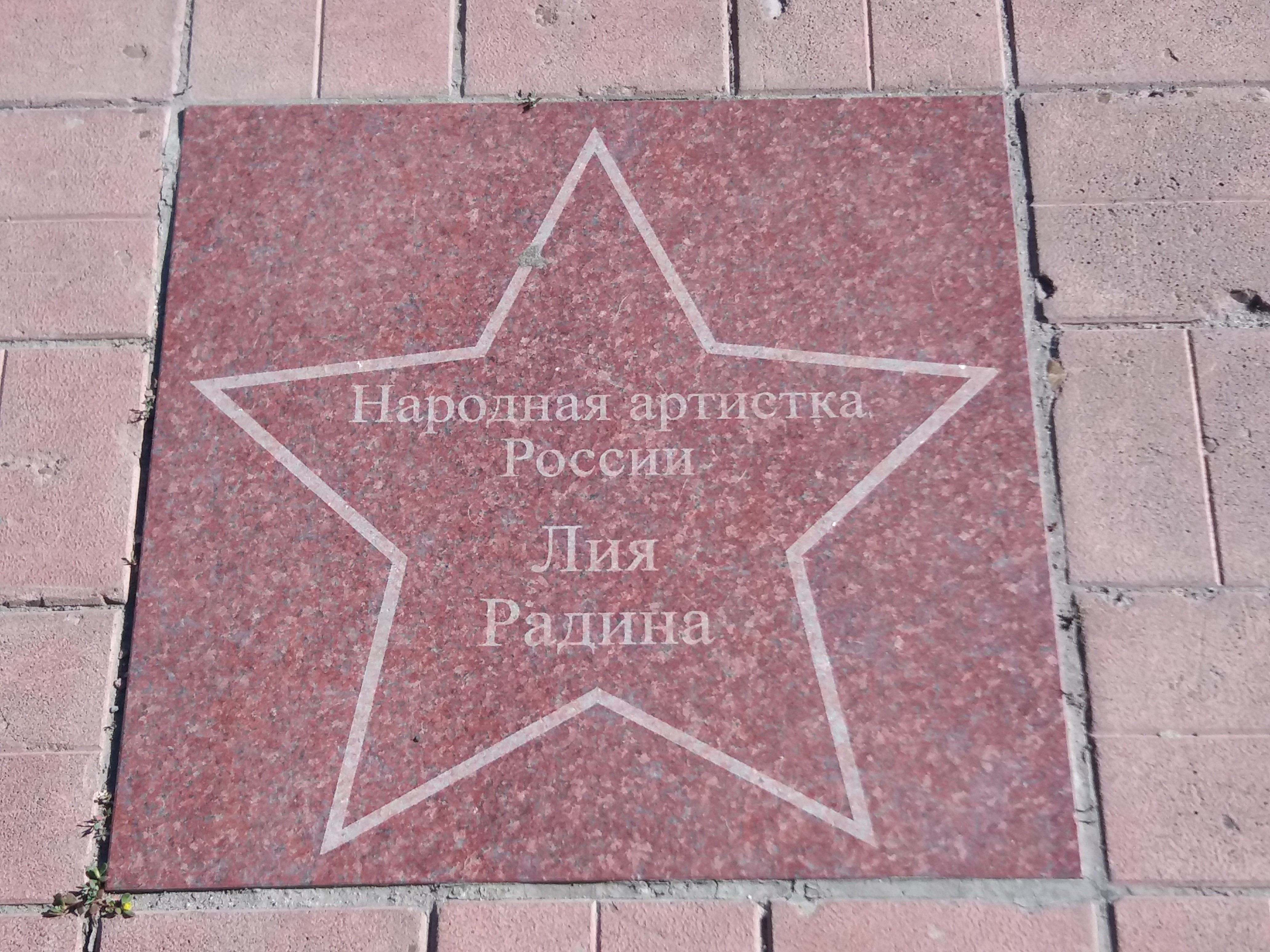
"Звезда - Лия Радина" на аллеи Славы.
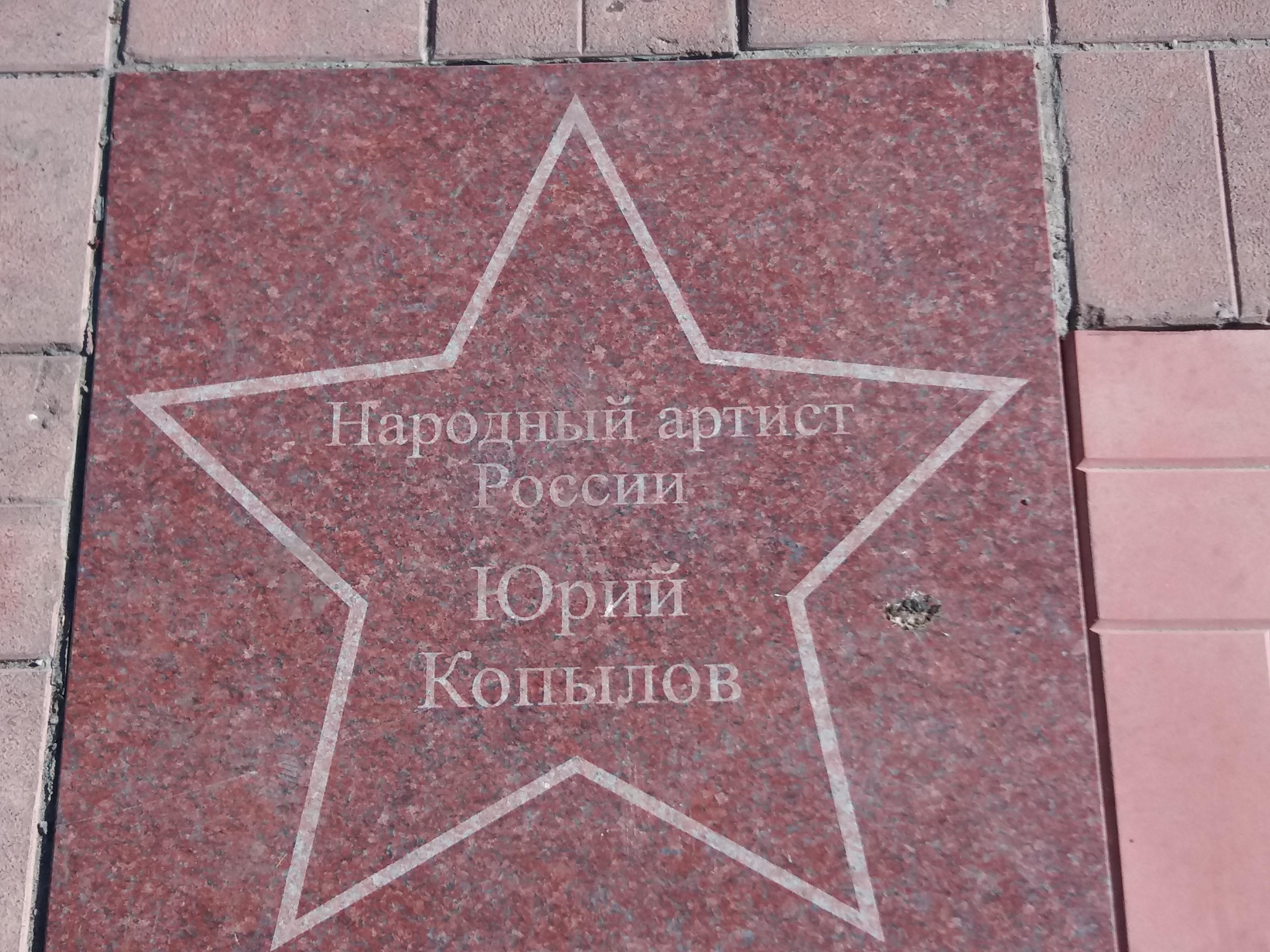
"Звезда - Юрий Копылов" на аллеи Славы.
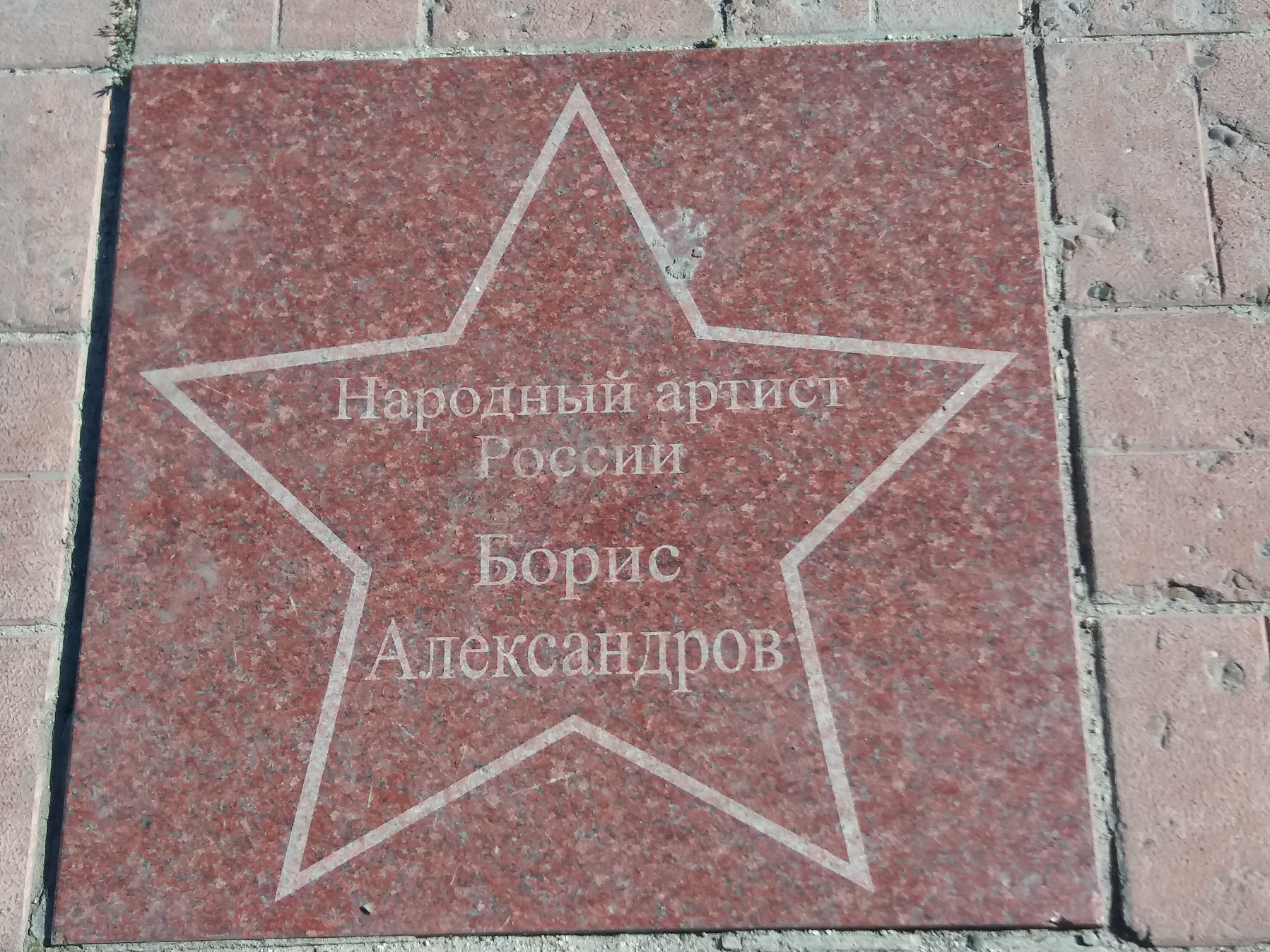
"Звезда - Борис Александров" на аллеи Славы.
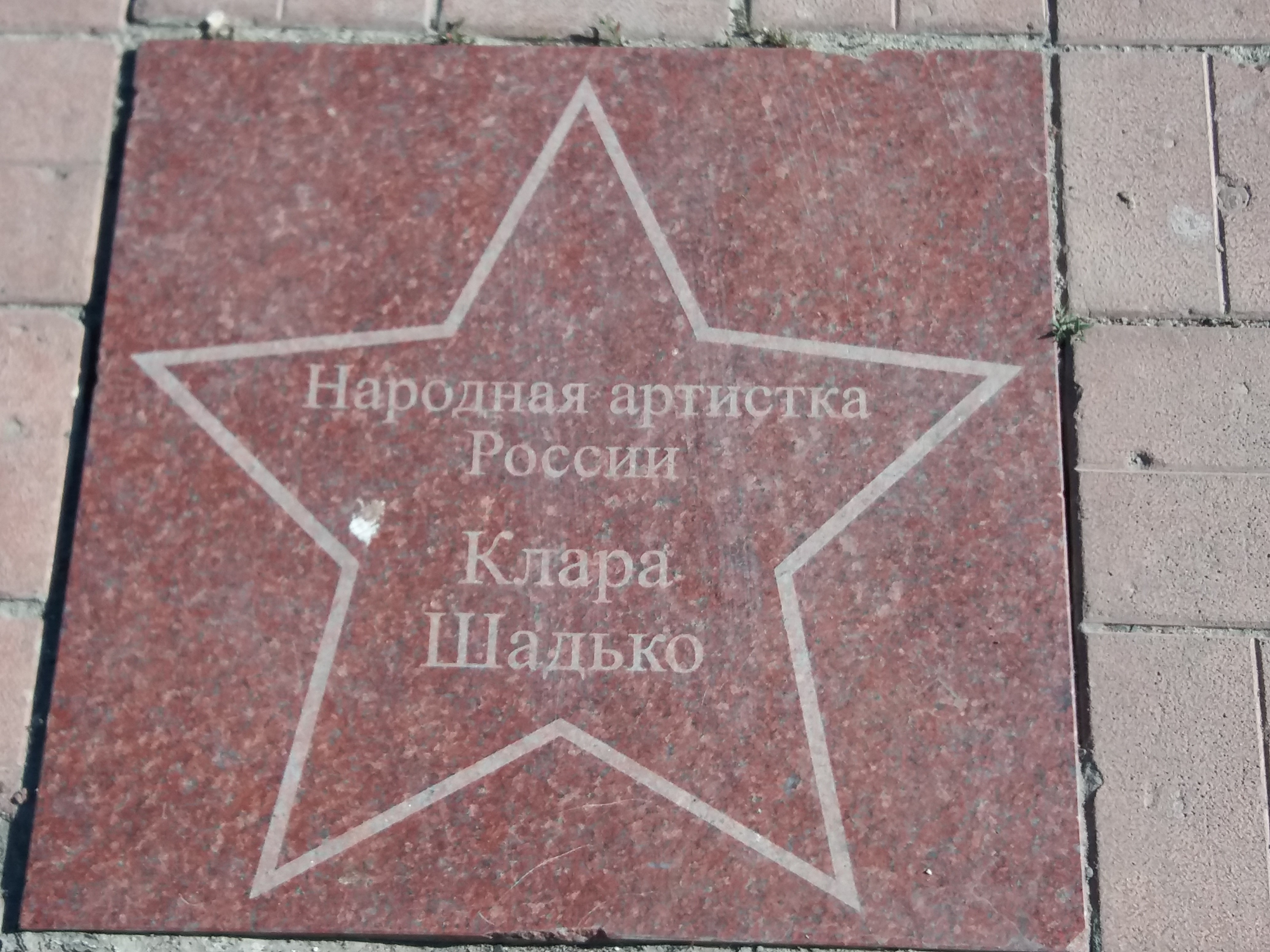
"Звезда - Клара Шадько" на аллеи Славы.
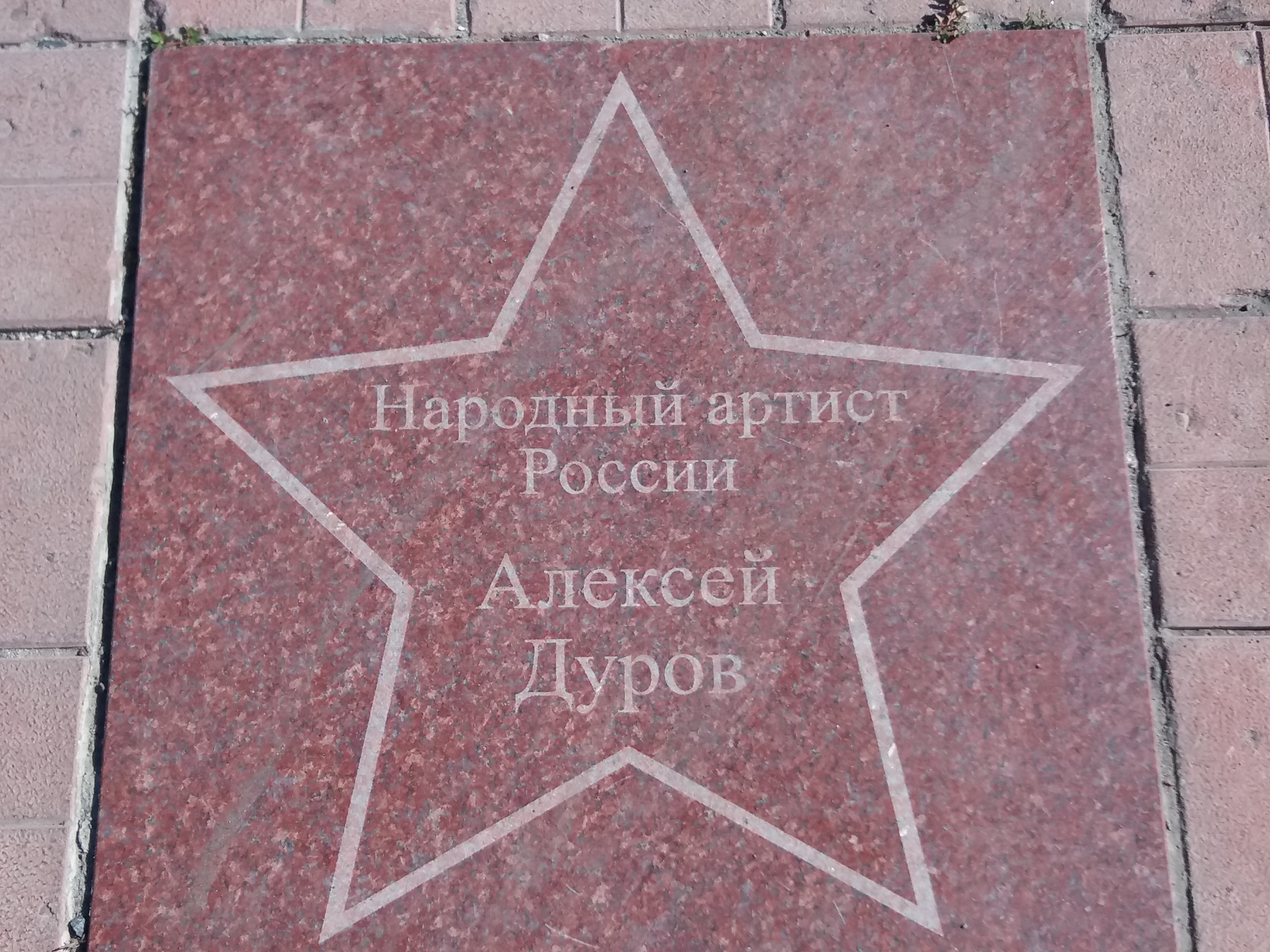
"Звезда - Алексей Дуров" на аллеи Славы.
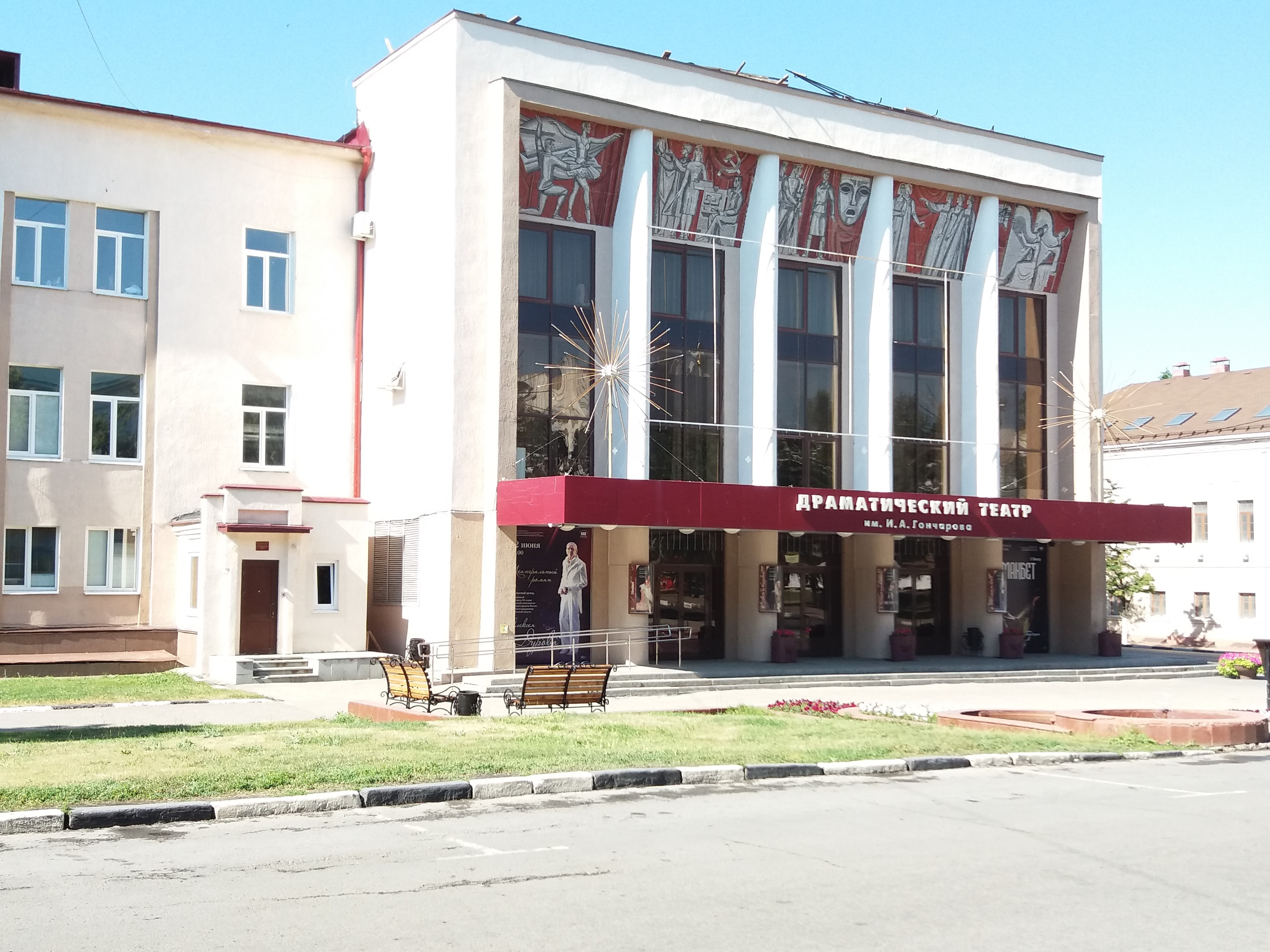
Ульяновский драматический театр имени И. А. Гончарова.
Мемориальная табличка на здании театра.

## Театр в филателии
- В 1968 году Министерством связи СССР издан художественный маркированный конверт — «Ульяновск. Областной драматический театр. (худ. Зубов)»[31].
- В 1982 году Министерством связи СССР издан художественный маркированный конверт — «Ульяновск. Областной драматический театр. (худ. Г. Косоруков)».[32]
- В 2009 году Министерство связи России выпустило ХМК — «Ульяновск. Драматический театр им. Гончарова»[33].

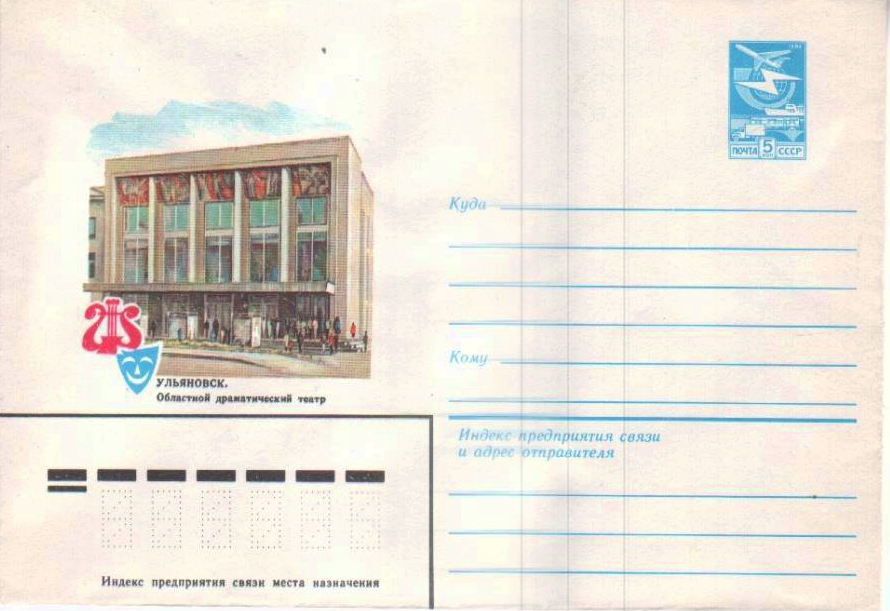
ХМК СССР, 1982. Ульяновский драматический театр.
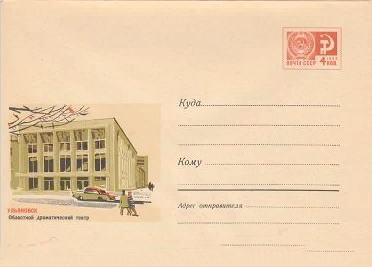
ХМК СССР, 1968. Ульяновск. Областной драматический театр.